# X Games XIV
X Games XIV foi uma competição esportiva realizada de 31 de julho à 3 de agosto de 2008 em Los Angeles, Califórnia. 
Os esportes incluidos foram skate, BMX, rali e moto X.

## Resultados

### Skateboard
| Evento                    | Ouro                            | Prata                                | Bronze                         |
| ------------------------- | ------------------------------- | ------------------------------------ | ------------------------------ |
| Skate Big Air (Megarampa) | Bob Burnquist · Brasil          | Danny Way · Estados Unidos           | Jake Brown · Austrália         |
| Skate SuperPark           | Rune Glifberg · Dinamarca       | Andy Macdonald · Estados Unidos      | Tony Trujillo · Estados Unidos |
| Skate Street masculino    | Ryan Sheckler · Estados Unidos  | Paul Rodriguez · Estados Unidos      | Greg Lutzka · Estados Unidos   |
| Skate Street feminino     | Elissa Steamer · Estados Unidos | Marisa Dal Santo · Estados Unidos    | Amy Caron · Estados Unidos     |
| Skate Vertical masculino  | Pierre-Luc Gagnon · Canadá      | Bucky Lasek · Estados Unidos         | Shaun White · Estados Unidos   |
| Skate Vertical feminino   | Karen Jones · Brasil            | Lyn-Z Adams Hawkins · Estados Unidos | Mimi Knoop · Estados Unidos    |

### BMX
| Evento        | Ouro                              | Prata                      | Bronze                       |
| ------------- | --------------------------------- | -------------------------- | ---------------------------- |
| BMX Vertical  | Jamie Bestwick · Reino Unido      | Chad Kagy · Estados Unidos | Steven McCann · Austrália    |
| BMX Street    | Garrett Reynolds · Estados Unidos | Van Homan · Estados Unidos | Sean Sexton · Estados Unidos |
| BMX SuperPark | Daniel Dhers · Venezuela          | Diogo Canina · Brasil      | Rob Darden · Estados Unidos  |

### Moto X
| Evento                  | Ouro                           | Prata                           | Bronze                           |
| ----------------------- | ------------------------------ | ------------------------------- | -------------------------------- |
| Moto X Freestyle        | Jeremy Lusk · Estados Unidos   | Mat Rebeaud · Suíça             | Mike Mason · Estados Unidos      |
| SuperMoto               | Jeff Ward · Reino Unido        | Robbie Horton · Estados Unidos  | Brandon Currie · Estados Unidos  |
| Moto X Racing feminino  | Tarah Gieger · Porto Rico      | Sherri Cruse · Estados Unidos   | Tatum Sik · Estados Unidos       |
| Moto X Racing masculino | Josh Hansen · Estados Unidos   | Jeremy McGrath · Estados Unidos | Josh Grant · Estados Unidos      |
| Moto X Speed & Style    | Kevin Johnson · Estados Unidos | Ronnie Renner · Estados Unidos  | Jeremy Stenberg · Estados Unidos |

### Rali
| Evento           | Ouro                             | Prata                         | Bronze                      |
| ---------------- | -------------------------------- | ----------------------------- | --------------------------- |
| Rally Car Racing | Travis Pastrana · Estados Unidos | Tanner Foust · Estados Unidos | Dave Mirra · Estados Unidos |

## Quadro de Medalhas
| Ordem | País           | Medalha de ouro | Medalha de prata | Medalha de bronze | Total |
| ----- | -------------- | --------------- | ---------------- | ----------------- | ----- |
| 1     | Estados Unidos | 7               | 13               | 13                | 33    |
| 2     | Brasil         | 2               | 1                |                   | 3     |
| 3     | Grã-Bretanha   | 2               |                  |                   | 2     |
| 4     | Canadá         | 1               |                  |                   | 1     |
| 4     | Dinamarca      | 1               |                  |                   | 1     |
| 4     | Porto Rico     | 1               |                  |                   | 1     |
| 4     | Venezuela      | 1               |                  |                   | 1     |
| 8     | Suíça          |                 | 1                |                   | 1     |
| 9     | Austrália      |                 |                  | 2                 | 2     |